# Swen Sithelius
Swen Sithelius, född troligen i Säby församling, Småland, död 20 mars 1685 i Vreta klosters församling, Östergötlands län, var en svensk präst.

## Biografi
Swen Sithelius föddes troligen i Säby församling. Han var son till bonden Jöns på Säthälla. Sithelius inskrivs 13 september 1651 som student Uppsala universitet och avlade 13 juni 1661 magistergraden. Han prästvigdes 8 december 1661 och blir rektor i Linköpings trivialskola 10 september 1666. 
Sithelius blev 7 maj 1669 lektor i logices & physices  vid Linköpings gymnasium och 15 oktober 1669 kyrkoherde i Vreta klosters pastorat, tillträdde 1670. Han blev 1673 kontraktsprost i Gullbergs kontrakt. Sithelius avled 1685 och begravdes av biskop Magnus Pontin i Vreta klosters kyrka. Stoftet nedsänks i dåvarande sakristian, numera norra korarmen i klosterkyrkan, där Swen Sithelius får en gemensam gravsten på golvet tillsammans med efterträdaren Zacharias Reuserus.
Han bevistade riksdagen 1672.
Inskrift längs kanten samt i broskverkskartuscher: Ps. 4; Es: c. 26; Philip. IV. 21, "HÄR UNDER HWYLAS I HERRANOM MAGISTER SWEN SITHELIUS: UTHI LINKOPING SCHOLA RECTOR 3 ÅHR I GYMNASIO LECTOR 1 ÅHR SEDAN PASTOR I WRETA OCH I DESS KONTRACT PROBST I 15 ÅHR UNDER ECHTENSKAPET AFLAT 1 DOTTER. AFSOMNADE ÅHR 1685 DEN 20 MARTIJ"[källa behövs]
Sithelius änka Daalhemius skänkte en ljuskrona av malm med 14 pipor till kyrkan.

### Familj
Sithelius gifte sig 1 oktober 1669 med Rebecca Daalhemius (död 1695), dotter till kyrkoherden Daniel Daalhemius i Kättilstads församling och Anna Enander. Hon var änka efter lektorn Nicolaus Wallerius vid Linköpings gymnasium. Sithelius och Daalhemius fick tillsammans dottern Anna Sithelius (1671–1745) som var gift med kyrkoherden Constans Collin i S:t Laurentii församling, Söderköping. Efter Sithelius död gifte Daalhemius om sig med kyrkoherden Zacharias Reuserus i Vreta klosters församling.